# Tofte Skov
Tofte Skov  er en skov på 500 ha i den sydlige del af Lille Vildmose i det østlige Himmerland ud til Aalborg Bugt, og er blandt de største, sammenhængende naturskove i Danmark. Nordøst for skoven ligger Tofte Sø hvor man finder landets største koloni af skarv.
Den nærliggende Tofte Mose dækker ca. 2000 ha. Tofte Skov og Mose blev i 1907 omkranset af cirka 27 kilometer vildthegn, og der lever nu en bestand på omkring 400 krondyr og 150 vildsvin. Skoven er en blanding af meget forskelligartet skov, afvekslende med af store sletter. Her er bøgeskov, blandet egeskov, på tørre arealer og birkeskov og elleskov hvor skovbunden er vådere. Desuden er der lokaliteter med småbladet lind. 
Hovedparten af skoven ligger i Mariagerfjord Kommune, en mindre del ligger i Aalborg Kommune. Tofte Skov er en del af Natura 2000-område nr. 17 Lille Vildmose, Tofte Skov og Høstemark Skov, og en del af Danmarks største naturfredning på 7.700 ha – hele Vildmoseområdet; Størstedelen ejes af Aage V. Jensens Fonde. Der er kun adgang til skoven på arrangerede ture. 
Der er fundet næsten 600 arter svampe i naturskovene Lille Vildmose, og de har også nogle af landets tætteste bestande af hulrugende fugle som mejser, broget fluesnapper, rødstjert, huldue og spætter. 
Skoven fik bisoner fra Randers Regnskov i et 5*8 km område i 2019, og flere er kommet til, bl.a fra Knuthenborg Safaripark i 2022 og skoven har i alt 20 styk i 2023.

## Historie
Fra 1500-tallet lå i området landsbyerne Tofte og Kragelund. I midten af 1800-tallet var der 8 gårde og 7 boelssteder i området, og i slutningen af 1800-tallet hørte disse alle under godset Lindenborg. Også i slutningen af 1800-tallet var der konflikter mellem gårdene og godset om jagtretten, og dette førte til at man i 1906-1908 nedlagde gårde og landsbyer i området for alene at have det som skov og greveligt jagtrevir.

## Eksterne kilder og henvisninger
1. ↑  Lille Vildmose på fredninger.dk
2. ↑  Lille Vildmose Arkiveret 25. november 2011 hos  Wayback Machine på avjf.dk
3. ↑  "De første europæiske bisoner er kommet til Lille Vildmose – Aage V. Jensens Fonde". Aage V. Jensens Fonde.
4. ↑  Fabricius, Wilhelm Lorenzen (28. december 2022). "De store græssere: Visenten". Viden om vild natur.
5. ↑  Damsgaard, Lasse (22. februar 2022). "Størst i Europa: Hel flok af kæmpedyr indtager nordjysk skov". www.nordjyske.dk.
6. ↑  "Introduktion til den europæiske bison, visenten, i Tofte Skov i Danmark". Aage V. Jensens Fonde. 6. september 2021.
7. ↑  "Bisoner skal skabe større biodiversitet i skove". Dansk Skovforening. 16. oktober 2023.
8. ↑  Møller, Peter Friis. "Tofte Skovs nyere historie". Aage V. Jensens Fonde.

|  | Denne artikel om lokaliteten Tofte Skov kan blive bedre, hvis der indsættes et (bedre) billede. Du kan hjælpe ved at afsøge Wikimedia Commons for et passende billede eller lægge et op på Wikimedia Commons med en af de tilladte licenser og indsætte det i artiklen. |

56°50′48.86″N 10°14′38.63″Ø / 56.8469056°N 10.2440639°Ø